# Ribas de Miño (Lugo)
Ribas de Miño (llamada oficialmente San Mamede de Ribas de Miño) es una parroquia y una aldea española del municipio de Lugo, en la provincia de Lugo, Galicia.

## Organización territorial
La parroquia está formada por seis entidades de población, constando cinco de ellas en el nomenclátor del Instituto Nacional de Estadística español:
- Alongar
- O Castrillón
- Ribadelo
- Ribas de Miño
- San Mamede
- Vilachá

## Demografía

### Parroquia
| Gráfica de evolución demográfica de Ribas de Miño (parroquia) entre 2000 y 2020 |
|                                                                                 |
| Datos según el nomenclátor publicado por el INE.                                |

### Aldea
| Gráfica de evolución demográfica de Ribas de Miño (aldea) entre 2000 y 2020 |
|                                                                             |
| Datos según el nomenclátor publicado por el INE.                            |